# 沙托丹站
沙托丹站，是法国的一个铁路车站，位于法国中北部城市沙托丹。

## 位置
沙托丹站位于市区的中部，老城区以东，布雷提尼－图尔铁路133.248公里处。车站大致呈走向南北，开口朝西。

## 设施
沙托丹站设有人工售票窗口，其开放时间如下：
- 周一至四：6:00~13:15和13:30~20:15
- 周五：6:00~13:15和13:30~20:45
- 周六：9:00~12:35和13:40~17:15
- 周日及节假日：13:30~20:45

此外，沙托丹站还设有自动售票机等设施。

## 停靠线路
以下列车线路在沙托丹站停靠：
| 沙托丹站列车线路表 |      |                   |                 |              |
| 线路               | 车种 | 上一站            | 下一站          | 大致运行频率 |
| 巴黎—沙托丹/旺多姆 | TER  | 博讷瓦勒          | （终点）/克卢瓦 | 每天6趟左右  |
| 沃武—沙托丹/旺多姆 | TER  | 博讷瓦勒          | （终点）/克卢瓦 | 每天4趟左右  |
| 沃武/沙托丹—图尔   | TER  | 博讷瓦勒/（起点） | 克卢瓦          | 每天2趟左右  |
| 1.                 |      |                   |                 |              |

## 配套交通

### 长途客车
| 停靠沙托丹站的大巴车 |                                 | |
| 上下车地点           | 运营单位                        | 主要目的地 |
| 沙托丹站门口         | 厄尔-卢瓦省城际客运 Transbeauce | - 3号线：沙特尔、蒂瓦尔、博斯地区维特莱、博讷瓦勒、马尔布埃、卢瓦河畔克卢瓦 - 9号线：奥尔良、维朗皮、叶弗尔、布鲁、米耶尔麦涅、诺让勒罗特鲁 |
| 沙托丹站门口         | SNCF Car TER                    | - 2.9线：图尔、旺多姆、沙特尔 - 当某条铁路线施工或罢工时，SNCF可能也会提供途径该线路沿途站点的大巴车                                        |
| 1. 2. 3.             |                                 | |

### 市内交通
| 沙托丹站附近的市内公共交通线路 |              |                                                                                         |
| 公交车站名称                   | 位置         | 停靠线路                                                                                |
| Gare SNCF 火车站               | 沙托丹站门口 | - 1路：十月十八日广场（环线） - 2路：十月十八日广场（环线） - 3路：圣让十字路口（环线） |
| 1. 2. 3.                       |              |                                                                                         |

### 社会车辆
沙托丹站门口设有社会车辆停车场，同时设有出租车停车点。

## 临近车站
| 沙托丹站（Gare de Châteaudun） |                    |          |
| 上行车站                       | 线路               | 下行车站 |
| 博讷瓦勒                       | 布雷提尼－图尔铁路 | 克卢瓦   |
| - 本表仅显示运营中的线路及车站 |                    |          |